# Severomakedonská kuchyně
Makedonská kuchyně je tradiční kuchyně v Severní Makedonii, zástupce balkánské kuchyně odrážející vlivy Středomoří, řecké kuchyně, turecké kuchyně a kuchyně Blízkého východu, a v menším rozsahu italské, německé a východoevropské kuchyně (speciálně maďarské). Relativně teplé klima Severní Makedonie nabízí vynikající podmínky pro růst různých druhů zeleniny, ovoce a bylin. Makedonská kuchyně je také známá pro rozmanitost a kvalitu mléčných výrobků, vína a místních alkoholických nápojů, například rakije.
Za národní jídlo Severní Makedonie se pokládají tavče gravče a likér mastika.

## Tradiční severomakedonská jídla
- Tavče gravče
- Turli tava

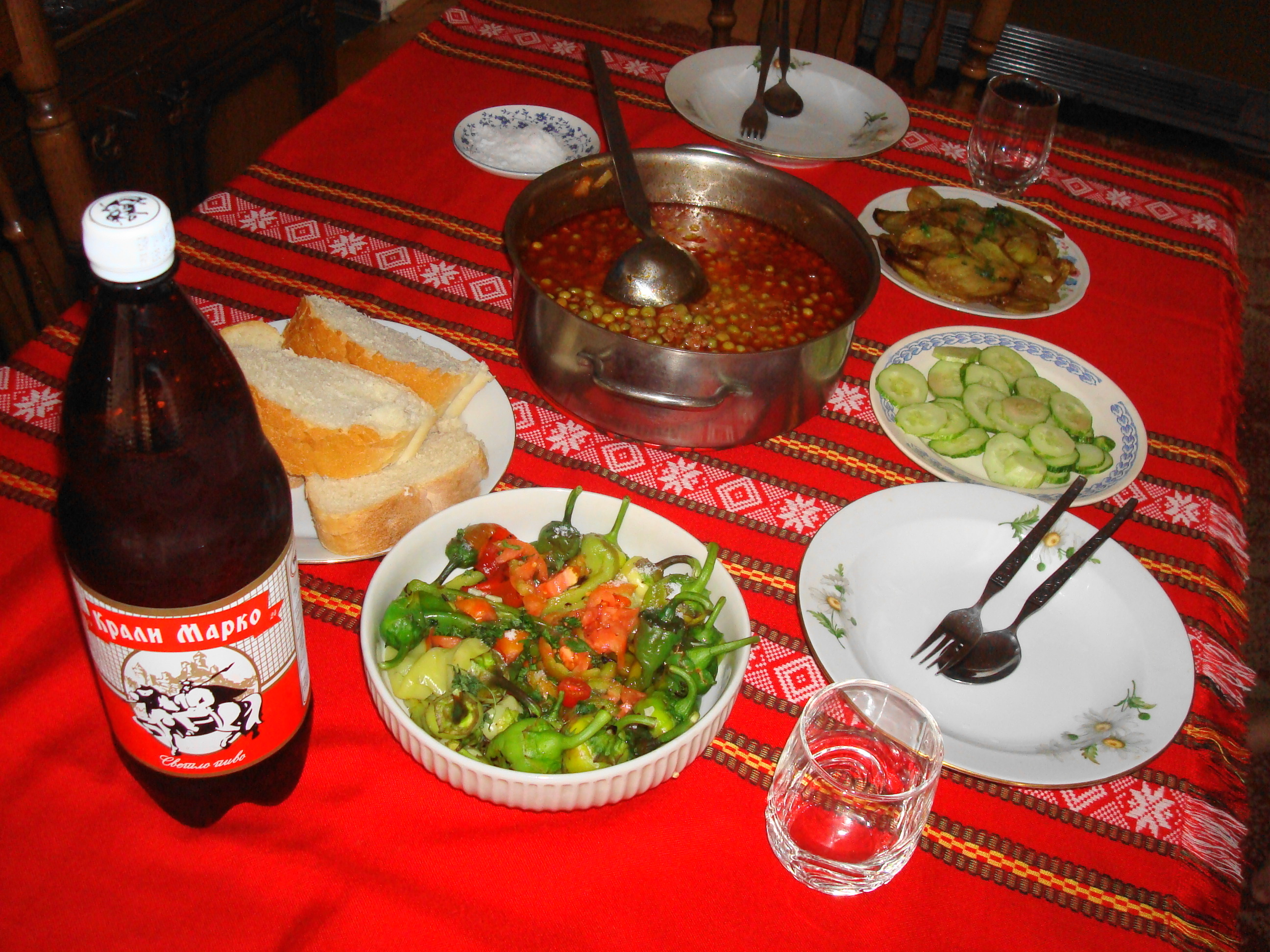
Makedonská kuchyně

- Ajvar, obohacený pepřem. Může být vlažný nebo teplý.
- Tarator
- Kebapi
- Polneti piperki (plněná paprika - obvykle naplněný rýží nebo rýží s masem)
- Pita (pečivo)
- Burek
- Malidzano, obohacený o lilek
- Pindzur, pikantní zeleninový doplněk
- Popara
- Pastrmajlija

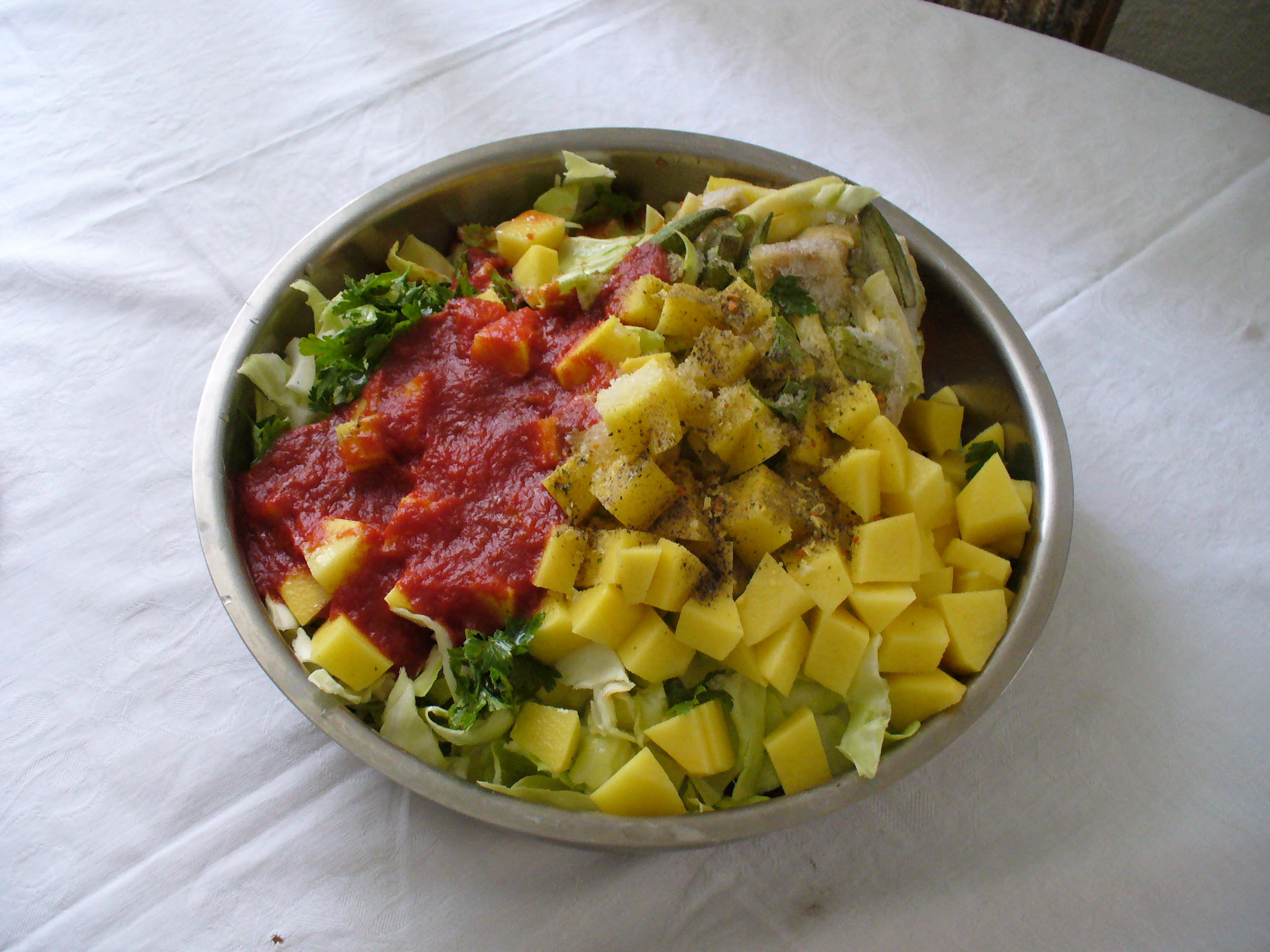
Turli tava

- Šarplaninski ovči kaškaval (tvrdý ovčí sýr z severomakedonských hor Šar planina)
- Širden a kukurek
- Kisela zelka a rasolnica (kysané zelí)
- Mekici (také známý jako tiganici nebo pišii), smažené kousky těsta
- Čorba/supa od koprivi (smetanová kopřivová polévka)
- Kompir mandza (brambory a dušené maso)
- Pleskavice (také šarska a ajducka)
- Kačamak
- Zelnik

## Tradiční Makedonské dezerty
- Kadaif
- Med
- Tulumba
- Baklava
- Palačinky
- Kompot
- Lokum

## Nápoje

### Káva
V Severní Makedonii je dobře rozvinutá kávová kultura a turecká káva je zdaleka nejoblíbenější kávový nápoj. S více než 5000 provozovnami je kafana, tradiční makedonská kavárna a bar, jedním z nejčastějších míst kam se chodí ven, posedět a popít. Nicméně díky negativnímu stereotypu vytvořenému kolem kafan mnozí mladí lidé raději navštěvují kavárny, které jsou více v západním stylu a na které se pohlíží jako na stylové podniky.
Od doby Osmanské říše až po současnost káva hraje důležitou roli v makedonském životním stylu a kultuře. Podávání a popíjení kávy má velký vliv na politiku zásnub, ovlivňuje politické a sociální interakce, modlitby, pohostinnost a zvyky. Ačkoli mnoho z rituálů nepřevládá v dnešní společnosti, káva zůstává nedílnou součástí makedonské kultury.
Další kávové nápoje, jako je latte, moccacino a cappuccino, jsou stále více oblíbené u nově otevírání luxusních kaváren. Odborníci a podnikatelé přispěly k popularitě instantní kávy (speciálně frapé).

### Alkohol

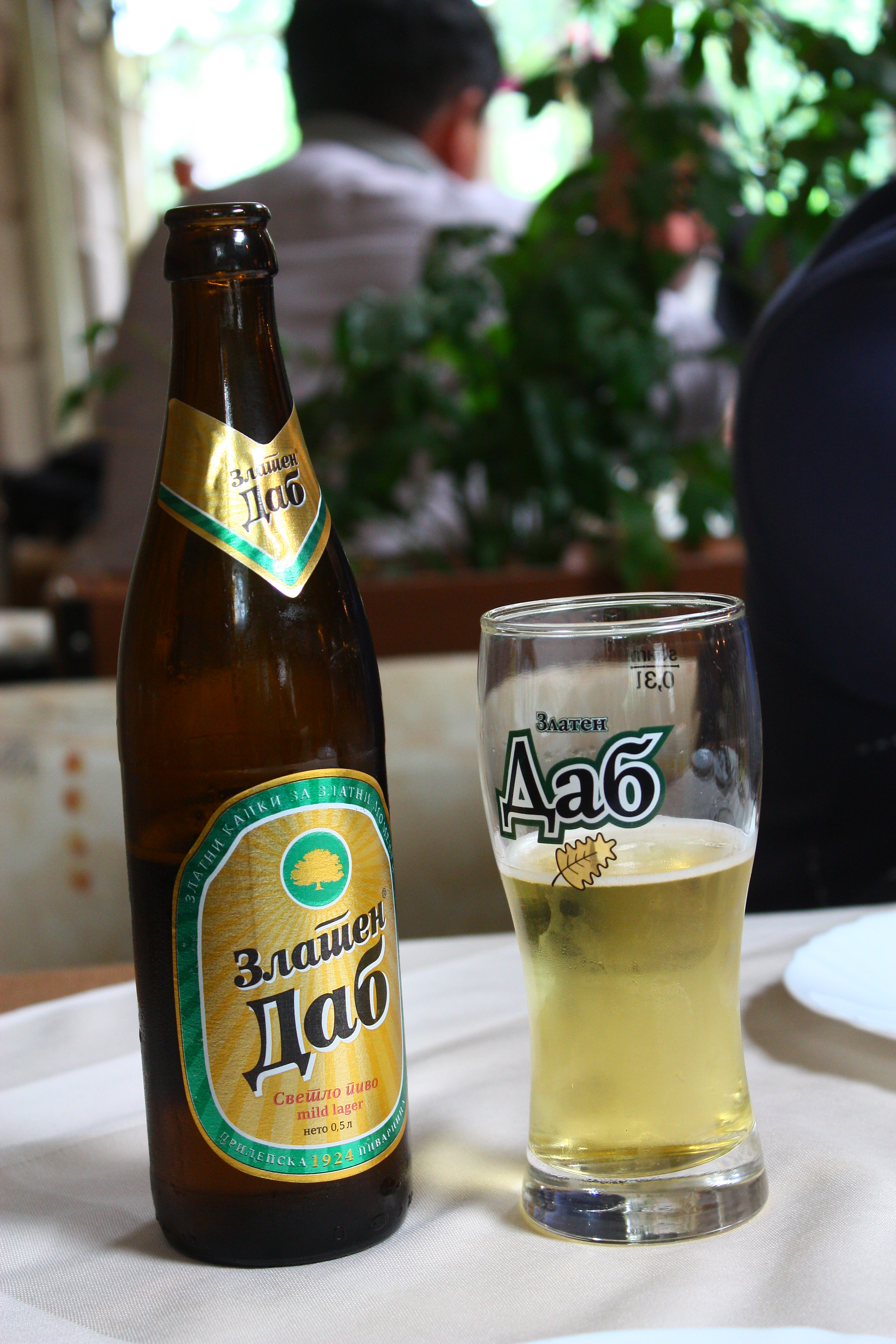
Zlaten Dab, vysoce kvalitní makedonské pivo, 11% slad s obsahem 4, 5 obj.%. alkoholu

- Víno
  - Vranec
  - Traminec
  - Alexandrie
  - Smederevka
- Mastika
- Rakija
- Pivo
  - Skopsko
  - Krali Marko
  - Zlaten DAB
  - Gorsko pivo | Gorsko

### Nealkoholické nápoje
- Boza
- Salep
- Jogurt (Kefír)
- Minerální voda